# Мелащенко, Назар Егорович
Назар Егорович Мелащенко (1907 год, станица Новоалексеевская, Майкопский отдел, Кубанская область — дата смерти неизвестна, станица Новоалексеевская, Курганинский район, Краснодарский край) — комбайнёр Ново-Алексеевской МТС Белореченского района Краснодарского края. Герой Социалистического Труда (1952).

## Биография
Родился в 1907 году в крестьянской семье в станице Новоалексеевская. Получил неполное среднее образование, потом вместе с отцом батрачил у зажиточных крестьян. Позднее трудился молотобойцем в кузнице. С 1929 года работал в сельскохозяйственной артели (позднее — колхоз). После окончания курсов механизации с 1932 года трудился на комбайне «Саратовец» в этом же колхозе. С 1943 года участвовал в Великой Отечественной войне. Воевал первое время в стрелковых подразделениях, после окончания курсов механиков-водителей — с февраля 1945 года танкистом в составе 242-й танковой бригады 31-го танкового корпуса. В 1943 году получил два ранения.
В 1945 демобилизовался в звании младшего сержанта и возвратился в Краснодарский край, где стал трудиться комбайнёром на Новоалексеевской МТС.
В 1951 году за 25 дней убрал и обмолотил на комбайне «Сталинец-1» 8151 центнеров зерновых. Указом Президиума Верховного Совета СССР от 28 мая 1952 года «за достижение высоких показателей на уборке и обмолоте зерновых культур в 1951 году» удостоен звания Героя Социалистического Труда с вручением Ордена Ленина и золотой медали Серп и Молот.
После выхода на пенсию проживал в станице Новоалексевская. Дата смерти не установлена.
Награды
- Герой Социалистического Труда
- Орден Ленина — дважды (21.05.1951; 1952)
- Орден Красной Звезды (17.05.1945)